# Минянего
Миня̀него (на италиански и на лигурски: Mignanego) е малко градче и община в Северна Италия, провинция Генуа, регион Лигурия. Разположено е на 137 m надморска височина. Населението на общината е 3744 души (към 2011 г.).